# Mercy-le-Haut
Mercy-le-Haut é uma comuna francesa na região administrativa de Grande Leste, no departamento de Meurthe-et-Moselle. Estende-se por uma área de 13,35 km². Em 2010 a comuna tinha 277 habitantes (densidade: 20,7 hab./km²).